# Martha Lucía González Rodríguez
Martha Lucía González Rodríguez (Bogotá, Colombia, 4 de agosto de 1957) es una abogada, exjueza, diplomática y empresaria colombiana. Exiliada por el Cartel de Medellín.

## Biografía
Nacida en Bogotá, en 1957. Es bachiller del Colegio Sans Façón de Bogotá, abogada egresada de la Pontificia Universidad Javeriana de Bogotá, título homologado en España por la Universidad del País Vasco UPV- EHU, especializada en Ciencias Penales  en la Universidad Externado de Colombia, especializada en Ciencias Criminológicas y Criminalísticas en la misma Universidad, cursó el doctorado en Derecho Público y Filosofía Jurídica en la Universidad Autónoma de Madrid, España.
Se desempeñó como Juez de Instrucción Criminal y Penal Municipal de Bogotá, entre 1982 y 1987. En marzo de 1988, fue designada juez de orden público de Bogotá, con categoría de magistrada de Tribunal Superior y con jurisdicción en todo el país, durante el gobierno de Virgilio Barco (1986-1990).
Le fue asignada, entre otras investigaciones, el secuestro de Álvaro Gómez Hurtado, excandidato a la presidencia de la República y con base en sus pruebas judiciales libró orden de captura contra comandantes del Movimiento 19 de abril (M-19) , decisión ratificada por el juez que la sustituyó en el cargo.
Sus investigaciones también desentrañaron judicialmente el origen de la violencia  en el país, con foco en el Magdalena Medio: el andamiaje construido por los narcotraficantes del Cartel de Medellín: Pablo Escobar y Gonzalo Rodríguez Gacha, y por los paramilitares de la Asociación Campesina de Ganaderos y Agricultores del Magdalena Medio (ACDEGAM): Fidel Castaño Gil, Henry Pérez y Luis Rubio, Alcalde de Puerto Boyacá, entre otros, con el apoyo de nexos de miembros de la Fuerza Pública de Colombia (Fuerzas Militares y Policía Nacional), detenidos como responsables en la ejecución de la masacre de las fincas Honduras y La Negra y de la masacre de Punta Coquitos en la región del Urabá (Antioquia), en el mes de marzo de 1988.
Luego de amenazas y de al menos 3 intentos de asesinato, tuvo que tomar un exilio diplomático en Indonesia y desde entonces vive en el exilio por amenazas del Cartel de Medellín y de sus aliados. En venganza contra ella su padre Álvaro González Santana fue asesinado el 4 de mayo de 1989 en Bogotá.<Este crimen ha sido declarado de Lesa Humanidad por la Fiscalía General de la Nación y en la actualidad está sometido a la jurisdicción de la Comisión Interamericana de Derechos Humanos CIDH.
La juez sin rostro de Orden Público de Medellín María Helena Díaz, quien continuó con su investigación y reiteró su decisión judicial fue asesinada el 28 de julio de 1989
El proceso culminó con sentencia condenatoria a 20 y 30 años de prisión contra algunos de los responsables de las masacres: Fidel Castaño Gil, Henry Pérez y Luis Rubio y otros de esa misma organización de paramilitares, sentencia que fue confirmada por la Sala de Casación Penal de la Corte Suprema de Justicia de Colombia.
Durante el exilio, ha estado en Indonesia como cónsul y como encargada  de la Embajada de Colombia con jurisdicción  en ese país y en  Nueva Zelanda y Singapur y en España se desempeñó como cónsul en Madrid y también como cónsul y vicedecana del Cuerpo Consular en Bilbao
En el año 2000 el gobierno de Andrés Pastrana decidió dar por terminada unilateralmente su vinculación diplomática y consular con Colombia, pero debido a las amenazas del Cartel de Medellín y de sus aliados ella continuó en el exterior contando con la protección del Gobierno del País Vasco. Fue consultora jurídica para Unicef País Vasco e investigadora del Instituto Vasco de Criminología de la Universidad del País Vasco UPV-EHU.
En la actualidad y desde 2005 es directora general de empresas dedicadas a la atención a la tercera edad.
Entre 2002 y 2020 fue presidenta de la Asociación Hispano Latinoamericana (AHISLAMA), de apoyo a las personas inmigrantes, entidad de la que fue cofundadora y que ha logrado la regularización jurídico administrativa, mediante la concesión de permisos de residencia y trabajo en España,  la formación profesional y la integración sociolaboral de miles de personas  y ha liderado varios proyectos de sensibilización social en el País Vasco. Es presidenta honoraria de dicha Asociación desde 2020. Fue coordinadora general entre 2007 y 2011 del Festival Gentes del Mundo en Bilbao, España, proyecto de sensibilización e integración social patrocinado por el Gobierno Vasco, la Diputación Foral de Vizcaya y el Ayuntamiento de Bilbao, en el que llegaron a participar hasta 70 asociaciones y Organizaciones No Gubernamentales y alrededor de 30.000 personas. También presidió el Consejo Editorial de la Revista Euskadinews, el magazín de las culturas, entre 2008 y 2011.

## Familia
Hija de Álvaro González Santana y Martha Rodríguez Rodríguez, quienes estuvieron casados entre 1956 y 1967. Su padre fue senador de la República, gobernador de Boyacá y profesor universitario. Está casada con Carlos Riveros López. Tiene dos hijas.

## Obras
- De la Peligrosidad a la Culpabilidad. Publicado: Bogotá, D. E, Pontificia Universidad Javeriana, 1981
- Sueños de paz (2003) ISBN 9580610436

## Condecoraciones
- Mujer del año en Boyacá 1987[11]
- Pregonera de la Semana Cultural de Medina de Pomar, España, septiembre 1998[12]
- Empresaria del Año, Bilbao, Euskadi, España, 2018[13]